# Karacaoğlan
Karacaoğlan (1606 – 1679) – nhà thơ dân gian Thổ Nhĩ Kỳ. Thơ ông là bức tranh sống động về thiên nhiên và cuộc sống của cư dân vùng Tiểu Á.

## Tiểu sử
Có rất ít tư liệu về cuộc đời của Karacaoğlan. Một số nhà nghiên cứu cho rằng ông sinh ở vùng núi Kozan trong một ngôi làng có tên là Varsak. Một số khác cho rằng ông sinh ở ngôi làng Karacaoğlan, nay gọi là Osmaniye. Các bộ lạc Barak và Çavuşlu thì khẳng định rằng ông là đồng hương của họ. Tuy nhiên số đông vẫn cho rằng ông sinh ở Çukurova, miền nam Anatolia. Karacaoğlan là bút danh, tên thật của ông được cho là Simayil, Halil hoặc Hasan. Theo nhà sử học Hodja Hamdi Efendi thì ông là một đứa trẻ mồ côi rời bỏ quê hương từ rất sớm. Ông sống chủ yếu ở Çukurova, Maras, và Gaziantep, mặc dù các nhà sử học cho rằng ông mất ở vùng đất mà ngày nay gọi là Mersin.
Ông sống vào thời khủng hoảng chính trị và kinh tế của Đế quốc Ottoman. Các chủ đề chính trong thơ ông là thiên nhiên, tình yêu, nỗi nhớ nhà và cái chết. Trái ngược với thơ ca cung đình, ngôn ngữ trong thơ của Karacaoğlan dân dã, không trau chuốt nhưng dễ nhớ, dễ thuộc. Tình yêu dành cho phái đẹp chiếm một mảng lớn trong toàn bộ thơ của Karacaoğlan. Ông làm thơ theo các thể kosma, turku, mani, varsagi, ücleme, destan, güzelleme và kocaklama. Khoảng 500 bài thơ của ông được lưu truyền đến tận ngày nay.